# Tom Bohli
Tom Bohli (Uznach, 17 gennaio 1994) è un ex ciclista su strada ed ex pistard svizzero, è stato professionista su strada dal 2016 al 2024.

## Carriera
Bohli nasce nel 1994 a Uznach, nel Canton San Gallo. Tra gli Juniores nel 2012 si laurea campione del mondo e campione europeo di categoria nell'inseguimento individuale. Dal 2013 al 2015 è quindi attivo con il BMC Development Team: su strada conquista la Berner Rundfahrt 2015, mentre su pista è due volte campione europeo Under-23 nell'inseguimento a squadre, nel 2013 e nel 2014, in quartetto con Théry Schir, Frank Pasche e Stefan Küng.
Nella seconda metà del 2015 entra come stagista tra le file del World Team statunitense BMC Racing Team. Nel 2016, lasciata la pista, diventa professionista con la stessa BMC, e ottiene la sua prima vittoria, nel cronoprologo della Tre Giorni delle Fiandre Occidentali. Nel biennio 2019-2020 veste la divisa dell'UAE Team Emirates, e nel 2020 viene per la prima volta convocato in Nazionale Elite per i campionati europei a Plouay. Dal 2021 è attivo con la formazione francese Cofidis.

## Palmarès

### Strada
- 2011 (Juniores)

Prologo Tour du Pays de Vaud (Villeneuve > Villeneuve, cronometro)
Campionati svizzeri, Prova in linea Junior
4ª tappa Grand Prix Rüebliland (Aarburg > Aarburg)
- 2012 (Juniores)

Prix Prix Roth Echafaudages Reverolle
3ª tappa Tour du Pays de Vaud (Froideville > Epalinges)
Campionati svizzeri, Prova a cronometro Junior
Campionati svizzeri, Prova in linea Junior
- 2013 (BMC Development Team, una vittoria)

Campionati svizzeri, Prova di montagna Under-23
- 2015 (BMC Development Team, due vittorie)

Prologo Tour de Normandie (Saint-Lô > Saint-Lô, cronometro)
Berner Rundfahrt
- 2016 (BMC Racing Team, una vittoria)

Prologo Tre Giorni delle Fiandre Occidentali (Middelkerke > Middelkerke, cronometro)

#### Altri successi
- 2012 (Juniores)

Classifica scalatori Kroz Istru
Classifica a punti Grand Prix Rüebliland
- 2013 (BMC Development Team)

Criterium di Lucerna
- 2016 (BMC Racing Team)

5ª tappa Eneco Tour (Sittard-Geleen, cronosquadre)
- 2017 (BMC Racing Team)

1ª tappa Volta a la Comunitat Valenciana (Orihuela, cronosquadre)
Classifica giovani Tour du Haut-Var

### Pista
- 2012 (Juniores)

Campionati del mondo, Inseguimento individuale Junior
Campionati europei Juniores & U23, Inseguimento individuale Junior
- 2013

Campionati europei Juniores & U23, Inseguimento a squadre Under-23 (con Théry Schir, Frank Pasche e Stefan Küng)
- 2014

GP Velodromes Romands (Aigle), Inseguimento individuale
Campionati europei Juniores & U23, Inseguimento a squadre Under-23 (con Théry Schir, Frank Pasche e Stefan Küng)
Campionati svizzeri, Inseguimento individuale

## Piazzamenti

### Grandi Giri
- Giro d'Italia

2019: 139º

### Classiche monumento
- Milano-Sanremo

2023: 158º
- Giro delle Fiandre

2020: 80º
2021: ritirato
2022: ritirato
- Parigi-Roubaix

2019: ritirato
2021: 72º

### Competizioni mondiali
- Campionati del mondo su strada

Copenaghen 2011 - In linea Junior: 124º
Limburgo 2012 - Cronometro Junior: 32º
Limburgo 2012 - In linea Junior: 8º
Ponferrada 2014 - Cronometro Under-23: 32º
Ponferrada 2014 - In linea Under-23: ritirato
Richmond 2015 - In linea Under-23: 12º
Doha 2016 - Cronometro Under-23: 8º
Doha 2016 - In linea Under-23: 80º
- Campionati del mondo su pista

Invercargill 2012 - Inseguimento individuale Junior: vincitore
Cali 2014 - Inseguimento a squadre: 6º
Cali 2014 - Inseguimento individuale: 13º
Saint-Quentin-en-Yvelines 2015 - Inseguimento a squadre: 6º
Saint-Quentin-en-Yvelines 2015 - Inseguimento individuale: 15º

### Competizioni europee
- Campionati europei su strada

Offida 2011 - Cronometro Junior: 33°
Offida 2011 - In linea Junior: ritirato
Goes 2012 - Cronometro Junior: 15º
Goes 2012 - In linea Junior: 24º
Nyon 2014 - Cronometro Under-23: 8º
Nyon 2014 - In linea Under-23: 9º
Tartu 2015 - In linea Under-23: ritirato
Plouay 2020 - In linea Elite: 95º
Monaco di Baviera 2022 - In linea Elite: 17º
Limburgo 2024 - In linea Elite: 17º
- Campionati europei su pista

Anadia 2012 - Inseguimento individuale Junior: vincitore
Anadia 2012 - Corsa a punti Junior: 2º
Anadia 2013 - Inseguimento a squadre Under-23: vincitore
Anadia 2013 - Inseguimento individuale Under-23: 6º
Anadia 2013 - Omnium Under-23: 7º
Anadia 2014 - Inseguimento a squadre Under-23: vincitore
Anadia 2014 - Inseguimento individuale Under-23: 3º
Anadia 2014 - Americana Under-23: 9º
Baie-Mahault 2014 - Inseguimento individuale: 5º
Atene 2015 - Inseguimento a squadre Under-23: 2º
Atene 2015 - Inseguimento individuale Under-23: 2º